# Brama Cylicyjska
Brama Cylicyjska, Wrota Cylicyjskie, Przełęcz Cylicyjska (tr. Gülek Boğazı) − wąska przełęcz w górach Taurus, najważniejsze połączenie między Cylicją i basenem Morza Śródziemnego oraz Wyżyną Anatolijską. 
Południowy kraniec znajduje się 44 km na północ od miasta Tars. 
Brama Cylicyjska położona jest obecnie w prowincji Mersin, która graniczy z prowincją Adana.
W czasach starożytnych brama została nazwana w języku greckim Cilicia Pylai (Brama Cylicji). Krzyżowcy nazywali to miejsce Bramą Judei, a Arabowie Darb as-Salama. Turecka nazwa Gülek wywodzi się od armeńskiej wsi Gogulak (Gugulak, Gułag), łac. Gogulat lub Coqelaquus znajdującej się przed samą przełęczą.
Przełęcz powstała w wyniku erozyjnego działania wód Gökoluk, płynącej dnem doliny i była początkowo wąską ścieżką dla karawan. Był to wąwóz ograniczony po obu stronach stromymi ścianami skał o wysokości do kilkuset metrów, który odgrywał ważną rolę w historii regionu. Z biegiem czasu przejście przez przełęcz zostało stopniowo poszerzone.
Obecnie przez przełęcz biegnie autostrada 021, będąca częścią projektowanego korytarza śródziemnomorskiego z Ankary do Adana przez przełęcz w okolice Tarsu.

## Historia
Brama Cylicyjska była ważnym miejscem strategicznym na drodze z Anatolii do Syrii dla wielu przemieszczających się tędy armii. Maszerowało przez bramę dziesięć tysięcy wojsk, opisanych przez Ksenofonta w Anabazis, także Aleksander Macedoński przechodził tędy, kierując się pod Issos w roku 333 p.n.e. Następnie biegł tędy szlak wojskowy, prowadzący do Antiochii, zbudowany na rozkaz Juliusza Cezara. Podczas rządów cesarza Karakalli gościniec został przebudowany i rozszerzony, będąc jednym z ważnych etapów na drodze do Podandus w Kapadocji.
Przechodził tędy Paweł z Tarsu oraz karawany niewolników, zmierzające w VIII w. do Hisn as-Saqaliba (twierdzy Słowian) przy ówczesnej granicy arabsko-bizantyńskiej. Ormiańska obecność datuje się na tym obszarze już od roku 965. Ta część cylicyjskiej Armenii była we władaniu dynastii Rubenidów w latach 1080-1375 i związanych z nimi sojuszem krzyżowcami. W 1096 roku bramę pokonali rycerze pierwszej krucjaty. Upadek Armenii Cylicyjskiej dał początek kolejnej fali emigracji, tym razem Turków osmańskich.
W roku 1833 egipski wicekról Ibrahim Pasza, maszerując przez przełęcz podczas najazdu na Anatolię, w celu przetransportowania dużej ilości broni po raz kolejny przebudował przejście, ponieważ do tamtego momentu mogły się tędy przemieszczać tylko objuczone wielbłądy.

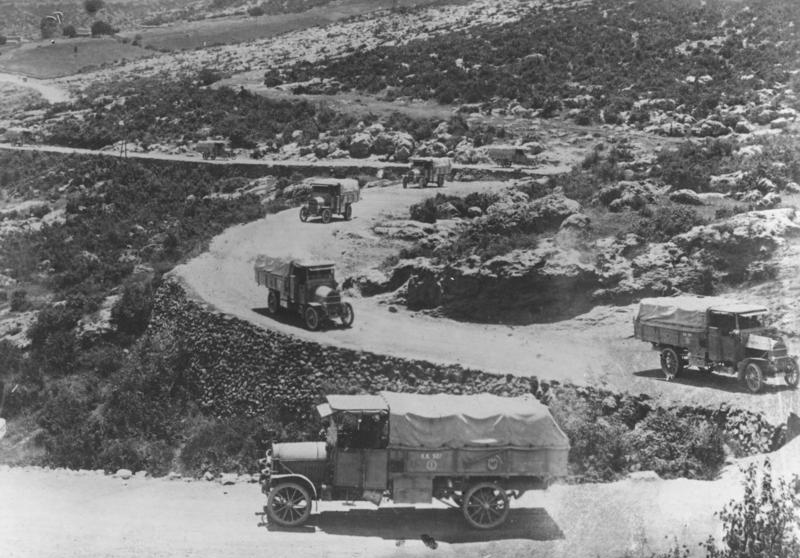
Ciężarówki wojsk osmańskich przedzierające się przez przełęcz (1916)

Już w czasie I wojny światowej przejście okazało się niewystarczające dla kolei bagdadzkiej, łączącej Konstantynopol z Bagdadem. Dlatego przy współpracy z inżynierami niemieckimi doprowadzono do wybudowania nowego odcinka – najpierw kolei wąskotorowej. Projekt zakładał również wzniesienie nowych wiaduktów i tuneli. Gotowy odcinek wykorzystany został w roku 1918 przez wojska osmańskie podczas zajmowania Mezopotamii.